# Philippe Vardon
Philippe Vardon-Raybaud (* 2. September 1980 in Nizza) ist ein politischer Aktivist der Identitären Bewegung und wichtiger französischer Vertreter der Neuen Rechten. Er ist Vorsitzender der Bewegung Nissa Rebela.

## Leben
Philippe Vardon besuchte das Lycée Honoré d'Estienne d'Orves und studierte im Anschluss Politikwissenschaften an der Universität Nizza Sophia-Antipolis und erwarb ein Diplôme d’études supérieures spécialisées (DESS).
Vardon ist seit 2005 Vorsitzender der rechtsextremen Bewegung Nissa Rebela (NR), einer Unterbewegung des Bloc identitaire in Nizza. Davor war er Leiter der Jugendorganisation Jeunesses identitaires des Bloc identitaire mit 500 Mitgliedern und mitbegründete im April 2003 den Bloc identitaire. Die Bewegung lehnt vor allem die zunehmende „Islamisierung“ der französischen Städte ab und macht dagegen mit xenophoben Aktionen mobil. Der Bürgermeister von Nizza Christian Estrosi (UMP) erstattete wegen der vermeintlichen „Anstiftung zur Diskriminierung und zum Rassenhass“ Strafanzeige gegen die Nissa Rebela. Der Ableger in Nizza ist größer als andere Untergruppen in Frankreich und macht u. a. durch einen jährlichen Fackelzug zu Ehren der Volksheldin Catherine Ségurane, an dem sich mehrere hundert Personen beteiligen, auf sich aufmerksam.
Bei den Kommunalwahlen 2008 kandidierte er für das Amt des Bürgermeisters von Nizza und vereinte 3 Prozent der Stimmen auf sich. Vardon unterstützte 2012 öffentlich die Kandidatur des Ex-Bürgermeisters von Nizza Jacques Peyrat, einem ehemaligen Mitglied von Front National. Im gleichen Jahr sprach sich Vardon bei den Präsidentschaftswahlen für die Vorsitzende der Front National Marine Le Pen aus.
Er ist europaweit in der neurechten Szene vernetzt, so besuchte er im Juni 2013 den durch den Arktos-Verlag organisierten Kongress „Identitär Idé“ in Stockholm. Dort referierten u. a. Paul Gottfried, Professor für Humanities am Elizabethtown College, und Manuel Ochsenreiter, Chefredakteur der Zuerst!. 2013 gab er der rechtsextremen Monatszeitschrift Zuerst! ein Interview. Außerdem wurde er 2013 vom neurechten Verleger Götz Kubitschek auf die Messe Zwischentag nach Berlin eingeladen. Ein Vorwort schrieb er im gleichen Jahr zur englischen Ausgabe des Buches Generation Identity. A Declaration of War against the ’68ers von Markus Willinger. 
Vardon ist verheiratet und hat ein Kind.